# Chaerophyllum bulbosum
Il cerfoglio bulboso (Chaerophyllum bulbosum L., 1753) è una pianta appartenente alla famiglia delle Apiaceae, originaria dell'Europa e dell'Asia occidentale. Era un ortaggio popolare nel XIX secolo.
Si tratta di una pianta erbacea annuale alta, con foglie frangiate e grandi fiori bianchi portati in ombrelle. La pianta è coltivata su piccola scala in alcune parti d'Europa per i suoi tuberi commestibili, che assomigliano a carote grigio scuro con polpa bianco-giallastra. Dopo la raccolta vengono conservati per alcuni mesi al freddo. Durante lo stoccaggio, il contenuto di zucchero aumenta attraverso l'idrolisi dell'amido da parte delle amilasi.

## Descrizione
Il cerfoglio bulboso è una pianta biennale. Nel primo anno, la rosetta di foglie produce grandi quantità di amido, che viene immagazzinato nella radice a fittone per fornire energia alla pianta affinché fiorisca nel secondo anno. Nel secondo anno cresce fino a raggiungere un'altezza che può raggiungere anche i 2 m.
Lo stelo è liscio con nodi intervallati, è coperto di peluria attorno alla base, appena sopra il terreno e può presentare macchie rosse sparse. Inoltre, la parte inferiore dello stelo è spesso bordata di blu.
Le foglie successive sono alterne (con una singola foglia attaccata a un nodo), disposte a spirale e pennato-composte, con le basi delle foglie che ricoprono lo stelo. Quando lo stelo si allunga per la fioritura, la punta dello stelo si restringe e diventa appuntita, e lo stelo si estende verso l'alto fino a diventare un'infiorescenza molto ramificata.

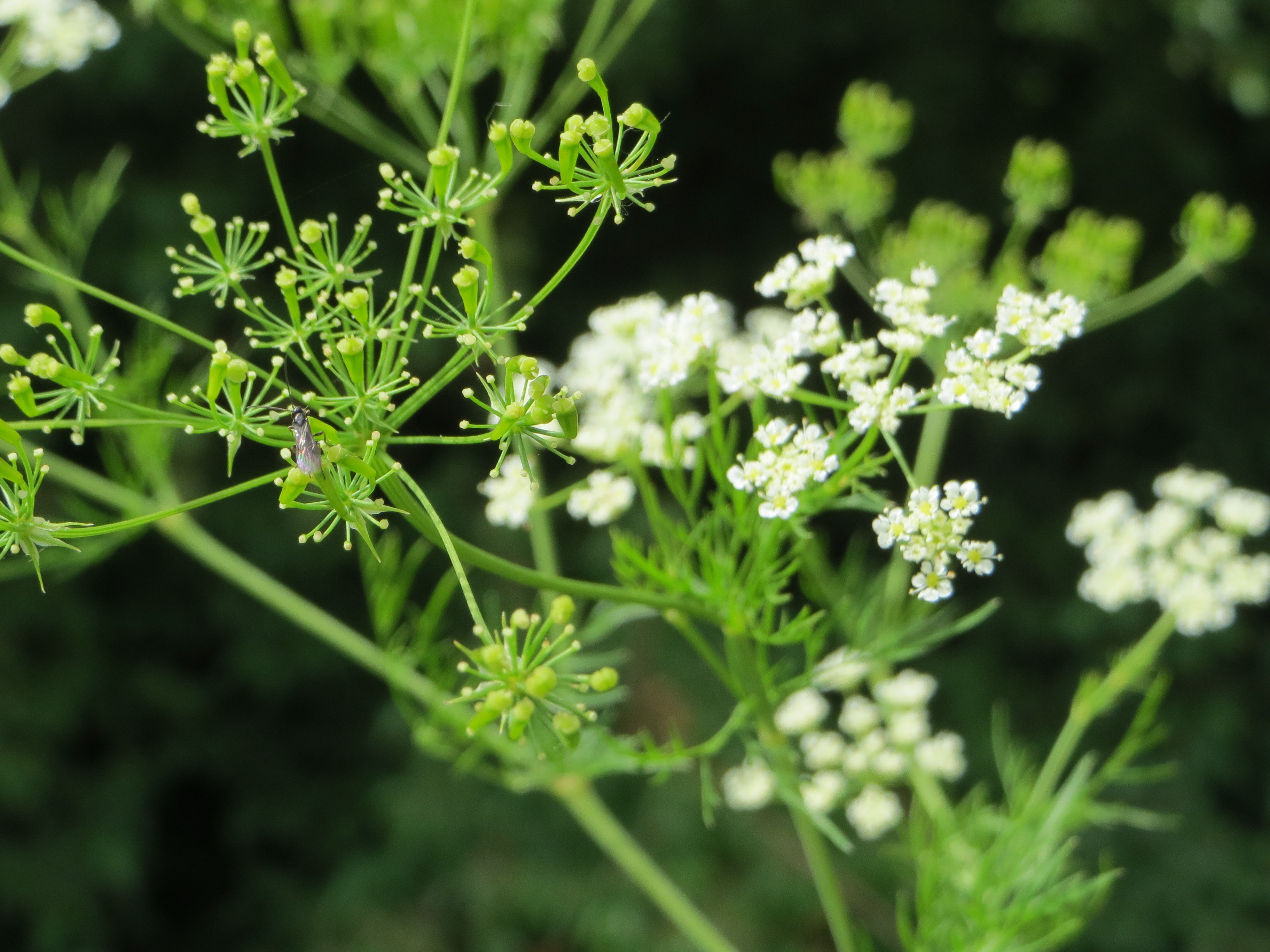
Fiori di cerfoglio bulboso

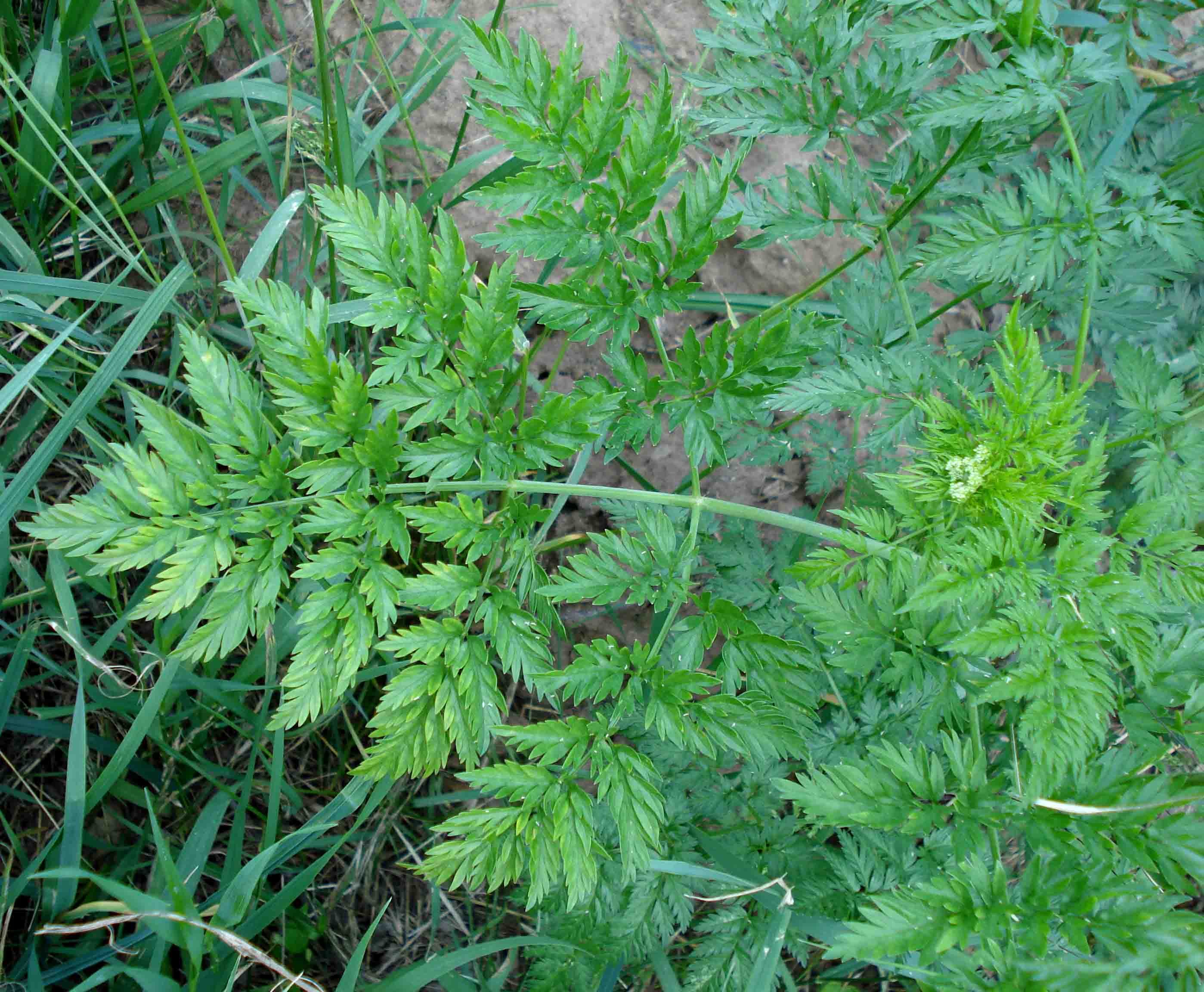
Foglie di cerfoglio bulboso

Come le altre specie di Apiaceae, il cerfoglio bulboso produce da 10 a 200 ombrelle. In totale vengono prodotti da 1.000 a 36.000 fiori per pianta. I fiori sono proterandri. Gli stili si allungano solo dopo che il polline è stato rilasciato, il che impedisce quasi completamente l'autofecondazione in condizioni di impollinazione selvatiche ottimali. Il cerfoglio bulboso è una pianta andromonoica, ovvero i fiori ermafroditi e quelli maschili si trovano sulla stessa pianta.

## Distribuzione e habitat
Le popolazioni autoctone e selvatiche sono distribuite in Europa dall'Ucraina alla Francia e dalla Svezia all'Italia. In Francia e Germania, popolazioni selvatiche si trovano nei bacini del Reno e del Weser. È presente anche nell'Asia occidentale e centrale, come in Turchia e nel Caucaso. In natura, il cerfoglio tuberoso cresce in dense popolazioni, soprattutto lungo le rive dei fiumi. I semi vengono dispersi per idrocoria .

## Usi

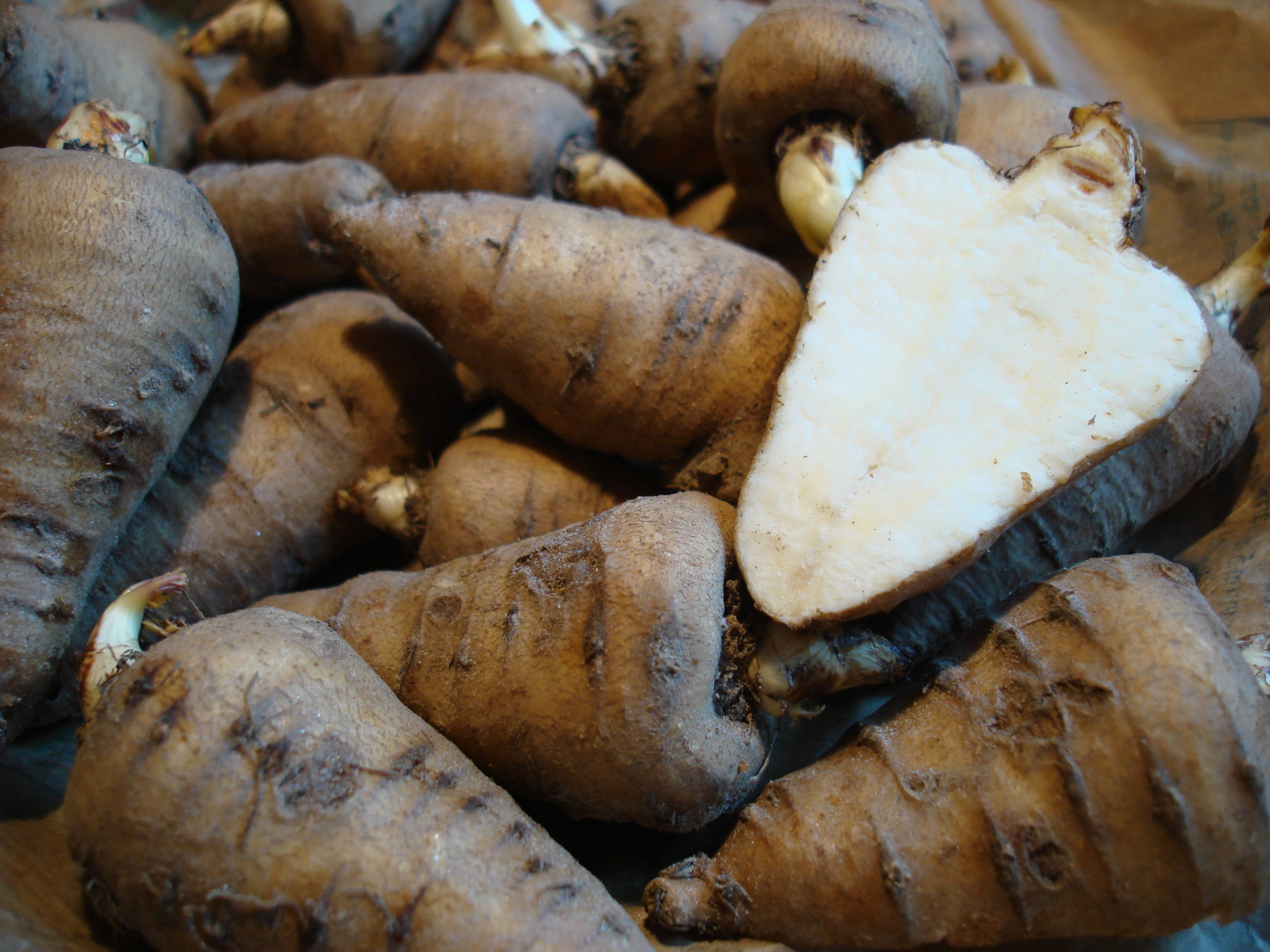
Tuberi di cerfoglio bulboso

In cucina, il cerfoglio tuberoso viene utilizzato per aromatizzare o cucinato come altre verdure a radice. Gran parte del sapore deriva dalla buccia del tubero. L'aroma si intensifica quanto più a lungo si conserva la pianta. Se consumato crudo, il sapore è un po' pungente, come quello del ravanello, ma il tubero cotto ha un sapore delicato di patate e castagne con un leggero sapore pungente di sedano e pastinaca.  I tuberi sono ricchi di fibre e hanno la stessa qualità amidacea delle patate. Contengono vitamina B e C e sali minerali.

## Coltivazione
La coltivazione è simile a quella delle carote e delle pastinache. Un sito adeguato per la coltivazione è caratterizzato da terreni leggeri e fertili. Il terreno deve essere moderatamente umido. Il periodo di coltivazione va dai 9 ai 10 mesi. I semi necessitano dell'esposizione a temperature fredde (vernalizzazione) per interrompere la quiescenza in primavera. La coltivazione inizia quindi in autunno. La quiescenza termina con almeno 8 settimane di umidità continua e temperature inferiori a 5 °C. La germinazione è ottimale con un intervallo di temperatura compreso tra 5 e 10 °C. A temperature superiori a 25-30 °C si verifica una significativa inibizione della germinazione. La semina avviene direttamente, senza alcuna coltivazione delle piantine, da settembre a novembre. La distanza tra le file è solitamente da 20 a 25 cm con una distanza da 4 a 6 cm tra i semi. Nel primo anno di crescita, dopo la germinazione primaverile, il tubero si sviluppa con una rosetta di foglie appena sopra il terreno. 
La maturità delle radici viene raggiunta quando le foglie ingialliscono a giugno. Il periodo principale della raccolta inizia a luglio e dura fino a settembre. Poiché è richiesto un periodo di quiescenza, per la stagione successiva è quasi obbligatorio seminare i semi subito dopo il raccolto. Per questo motivo, e a causa della bassa resa e della scarsa germinazione dei semi, il cerfoglio bulboso non ha diffusione nella coltivazione commerciale.
La propagazione attraverso i semi, è il metodo principale di propagazione. I semi hanno una durata breve, il che significa che perdono facilmente la loro vitalità (soprattutto se conservati in confezioni di semi secchi); pertanto, ogni anno si dovrebbero utilizzare semi freschi. Conservare i semi in sabbia fresca e leggermente umida potrebbe aiutare a mantenerne la vitalità.
Gli impollinatori del Chaerophyllum bulbosum includono mosche e coleotteri.